# Борки (аэродром)
Борки́ (Ки́мры) — спортивный аэродром около деревни Клетино Кимрского района Тверской области.
Аэродром предназначен для базирования и выполнения полётов воздушными судами авиации общего назначения (АОН), экспериментальной авиации, а также выполнения парашютных прыжков.

## Расположение

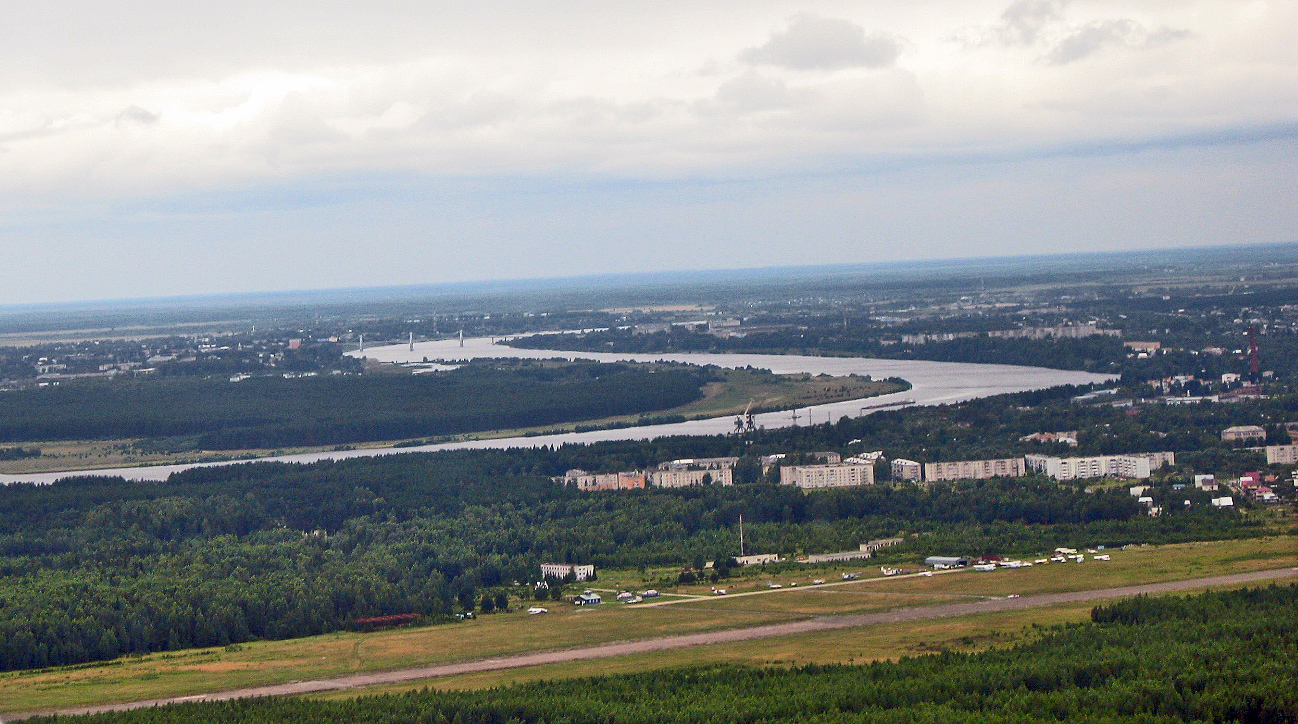
Вид с воздуха в направлении на север. В центре видна ВПП, вверху справа — изгиб Волги и г. Кимры

Аэродром расположен в 9 км юго-западнее центра г. Кимры, на правом берегу реки Волги, в 1,2 км южнее автомобильной дороги Дубна — Кимры.
Территория аэродрома представляет собой прямоугольник размерами примерно 2800×400 м, вытянутый в направлении с юго-запада на северо-восток.
| Расстояние до ближайших городов вдоль автомобильных дорог | Расстояние до ближайших городов вдоль автомобильных дорог |
| Объект, населённый пункт                                  | Расстояние, км                                            |
| --------------------------------------------------------- | --------------------------------------------------------- |
| Москва (МКАД 82 км)                                       | 126                                                       |
| Дубна                                                     | 18                                                        |
| Кимры                                                     | 9                                                         |
| Великий Новгород                                          | 505                                                       |
| Талдом                                                    | 34                                                        |
| Санкт-Петербург                                           | 679                                                       |

Аэродром расположен в равнинной лесистой местности, севернее Клинско-Дмитровской гряды и южнее возвышенности Бежецкий верх. Севернее и северо-западнее в 3 км протекает река Волга (русловая часть Угличского водохранилища), а также много мелких рек, впадающих в Волгу.
С юго-востока, юга и юго-запада аэродром окружён лесным массивом высотой до 20—30 м.
Восточнее аэродрома в 2,5 км проходит железнодорожная линия Москва — Савёлово.

## Основные данные

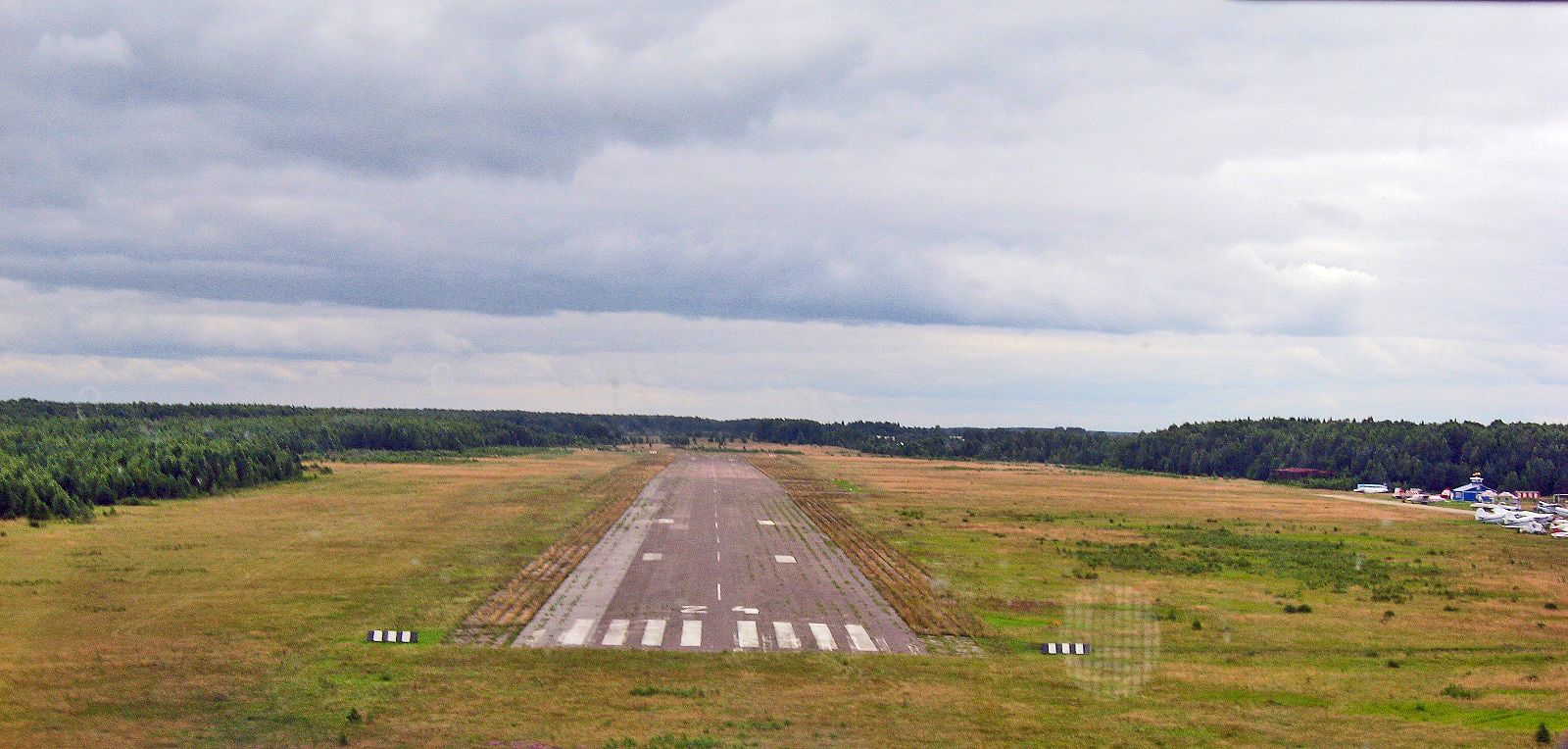
Основная ВПП (вид из кабины самолёта перед посадкой с курсом 242°)

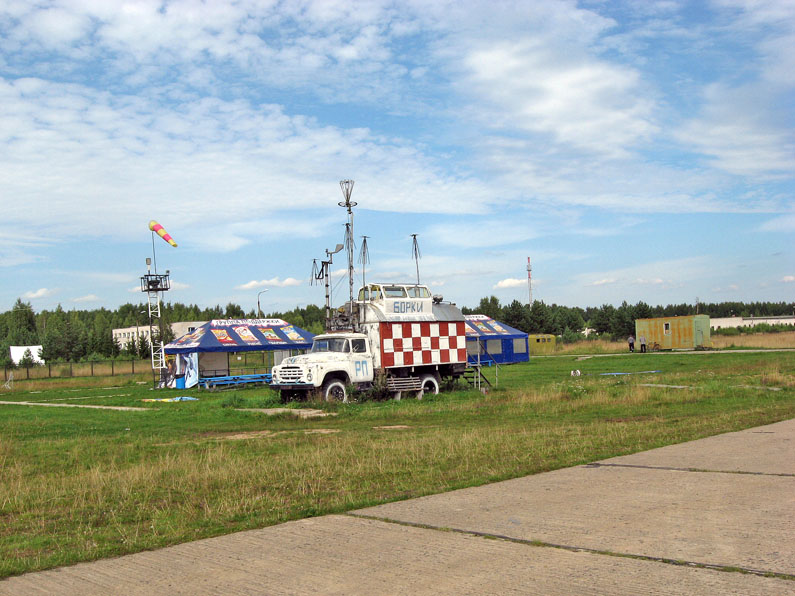
Мобильный пункт управления воздушным движением

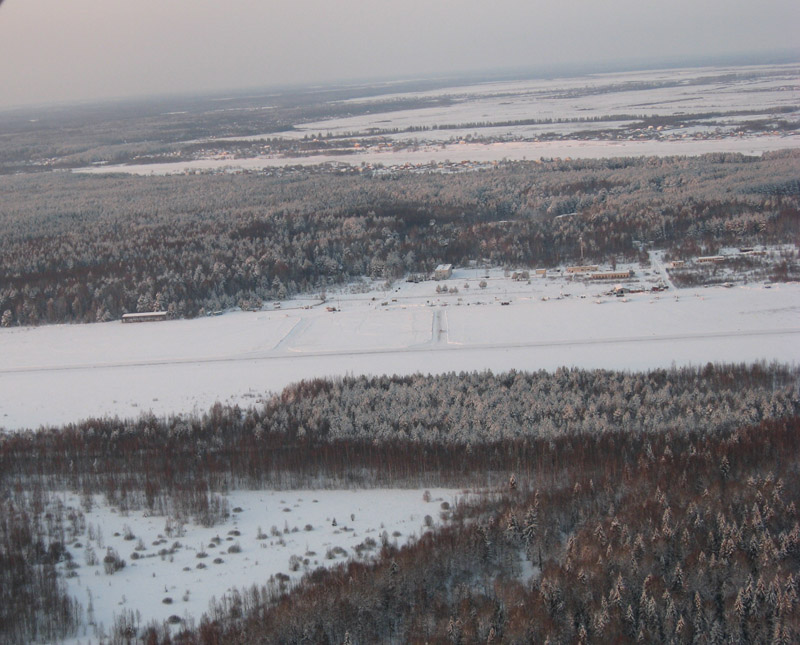
Аэродром зимой, вид с воздуха на КТА. Видны очищенные ВПП, РД-3 (левее), РД-2 (правее)

Аэродрому присвоен класс «Д» в соответствии с системой классификации аэродромов в России.
Аэродром оснащён:
- основной цементобетонной ВПП размерами 1415×40 м, толщиной 17 см, усиленной асфальтобетоном толщиной 5 см;
- запасной грунтовой ВПП размерами 1500×60 м, расположенной в 50 м юго-восточнее основной ВПП и параллельной ей.

Аэродром оборудован четырьмя рулёжными дорожками — магистральной (МРД), проходящей северо-западнее основной ВПП параллельно ей, и тремя перпендикулярными, обозначаемыми РД-1, РД-2, РД-3 последовательно с северо-востока на юго-запад.
Оборудовано 15 стоянок для воздушных судов. При необходимости для стоянки используются необорудованные участки лётного поля.
Светотехническое оборудование отсутствует.
Из радионавигационных средств имеются УКВ-радиосвязь, а также отдельная приводная радиостанция (ОПРС), включаемая по запросу экипажей воздушных судов.
Примечание: ОПРС расположена не в створе ВПП. Её координаты — 56°48′00″ с. ш. 037°19′42″ в. д.
Аэродром работает в светлое время суток, круглогодично. Благодаря наличию специальной техники для очистки ВПП от снега полёты круглый год выполняются «на колёсах», то есть без необходимости установки лыжного шасси.
Аэродром имеет четыре пилотажные зоны. Рабочие высоты в зонах — от 600 до 1200 м. Выброска парашютистов производится с высот до 3900 м.
| Характеристика            | Значение                                                                                     |
| ------------------------- | -------------------------------------------------------------------------------------------- |
| Координаты КТА            | 56°47′54″ с. ш. 037°19′48″ в. д.                                                             |
| Магнитное склонение       | +9° (2000 г.)                                                                                |
| Магнитный посадочный курс | 062°/242°                                                                                    |
| Позывной                  | Борки                                                                                        |
| Частоты, МГц              | 133,9 (АДП, руление, старт, круг, подход), 129,1 (АДП, руление, старт, круг), 124,0 (подход) |
| ОПРС                      | 320 ШС                                                                                       |
| Метеорологический минимум | 200×2000 м                                                                                   |

Примечание: здесь и далее все высоты приведены по давлению аэродрома (QFE), см. Эшелон, Эшелонирование.

## История
Аэродром «Борки» был создан в 1941 году постановлением Совета народных комиссаров, как аэродром первоначальной подготовки лётчиков.
Во время Великой Отечественной войны это был военный аэродром, на котором базировались в основном штурмовики Ил-2, а также другие типы самолётов, в том числе и женский авиаполк на самолётах По-2. С начала 1943 года на аэродроме базировался центр переучивания лётного состава на самолёты Ил-2 и Пе-2.
В октябре 1942 года на аэродроме проходила формирование 232-я штурмовая авиационная дивизия в составе:
- 230-й штурмовой авиационный полк;
- 704-й штурмовой авиационный полк;
- 801-й штурмовой авиационный полк.

В 1942 году на аэродроме базировались полки 283-й истребительной авиационной дивизии ВВС Московского военного округа.
После войны аэродром вошёл в систему ПВО. С 20 сентября 1948 года на аэродроме базировался 72-й гвардейский истребительный авиационный Полоцкий ордена Суворова полк ПВО 5-й гвардейской истребительной авиационной Валдайской Краснознаменной ордена Кутузова дивизии ПВО (с 20 февраля 1949 года — 151-я дивизия) на самолётах Як-15 (05.1947-1949), МиГ-9 (1948—1949), МиГ-15 (с ноября 1949 года).
22 июня 1950 года полк в составе 151-й гвардейской истребительной авиационной Валдайской Краснознаменной ордена Кутузова дивизии ПВО убыл в Правительственную командировку в КНР. С 1 ноября 1950 года по 2 апреля 1951 года полк принимал участие в вооружённом конфликте на территории Кореи (на стороне КНДР) на самолётах МиГ-15. В результаты боевой работы полк совершил более 200 боевых вылетов, проведено более 10 воздушных боев, сбил 13 самолётов сил ООН (из них: бомбардировщиков — 1, истребителей и штурмовиков — 12). Полк понес потери: летчиков — 2, самолётов — 2.
В октябре 1951 года полк вернулся на аэродром и базировался до сентября 1956 года, после чего перебазировался на аэродром Амдерма (ныне в Ненецком автономном округе.
С июля 1950 года на аэродром перебазирован 562-й истребительный авиационный полк ПВО из состава 315-й истребительной авиационной дивизии ПВО на самолётах Р-39 Аэрокобра. Полк выполнял задачи противовоздушной обороны административных и экономических объектов Московского региона. В сентябре 1951 года полк перебазировался на аэродром Крымск Краснодарского края.
В начале 1970-х годов аэродром передан ДОСААФ, в Центральный аэроклуб СССР. С 1972 года на аэродроме тренировались сборные команда страны по самолётному, вертолётному и парашютному спорту. Здесь подготовлено несколько чемпионов мира, Европы и СССР по самолётному спорту.
Несмотря на сложности с финансированием в 1990-х годах, на аэродроме до настоящего времени удалось сохранить тренерскую школу, авиатехнический коллектив с давними авиационными традициями.
С февраля 2018 года не эксплуатировался из-за нерентабельности. В 2018 году граждане, неравнодушные к судьбе аэродрома, создали петицию «Остановите консервацию Авиационного Центра Борки», которую подписали более 3 тысяч человек. В конце апреля 2019 года аэродром возобновил свою работу.

## Организации
На аэродроме базируются:
- ФГУП «Национальный аэроклуб России им. В. П. Чкалова» — владелец и эксплуатант аэродрома;
- ОАО «Дубненский машиностроительный завод — Камов»;
- ГКНПЦ имени М. В. Хруничева.

## Услуги
На аэродроме оказываются следующие основные услуги:
- ознакомительные полёты;
- ознакомительные прыжки с парашютом;
- обучение лётчиков-любителей и тренировки лётчиков-спортсменов;
- обучение и тренировки спортсменов-парашютистов;
- базирование воздушных судов.

## Воздушные суда
Аэродром предназначен для воздушных судов категории «A» (по международной классификации).
Основные типы воздушных судов, базирующихся на аэродроме, перечислены в таблице.
| Пилотажные самолёты              | Прочие самолёты                        | Вертолёты |
| -------------------------------- | -------------------------------------- | --------- |
| Л-29, Су-26, Як-30, Як-52, Як-55 | Ан-2, Ан-28, Л-410, Як-18Т, Cessna 172 | Ми-2      |

Перечисленные самолёты (и аналогичные им), вертолёты всех типов и сверхлёгкие воздушные суда могут выполнять взлёты и посадки без ограничений. В отдельные периоды эксплуатации аэродрома выполнялся приём и более тяжёлых воздушных судов (например, Ил-14, Ан-24, Ан-26, Ил-76) с ограничением количества взлётов и посадок в сутки.

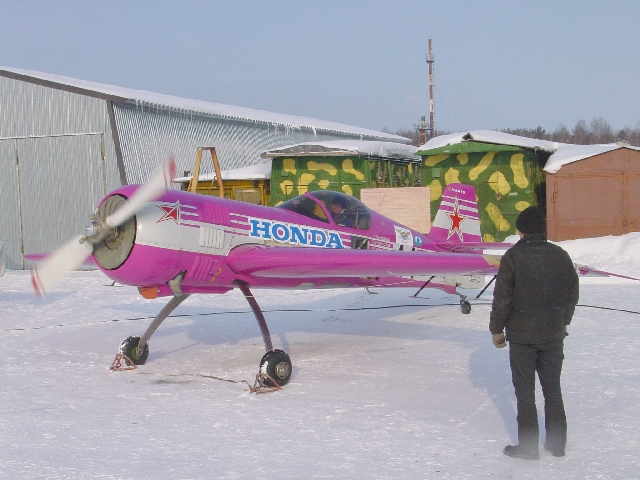
Самолёт Су-26 на стоянке (февраль 2001)
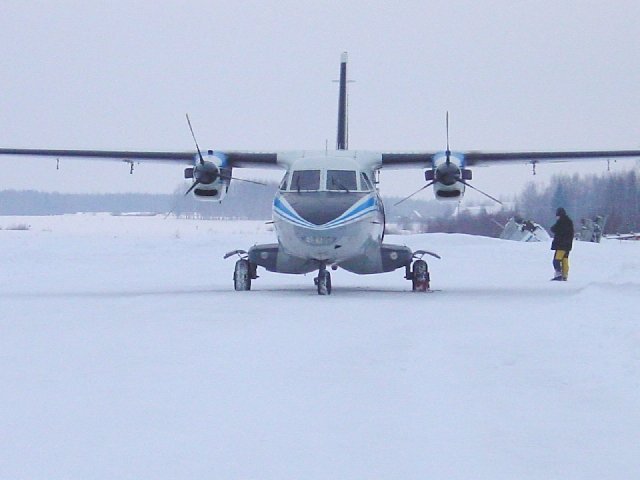
Самолёт Л-410 на МРД (февраль 2001)
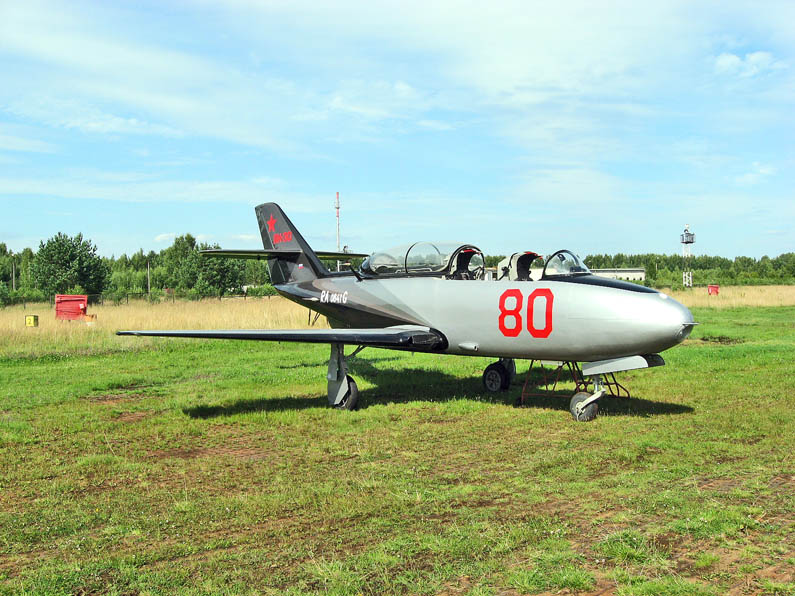
Самолёт Як-30 на стоянке (лето 2008)
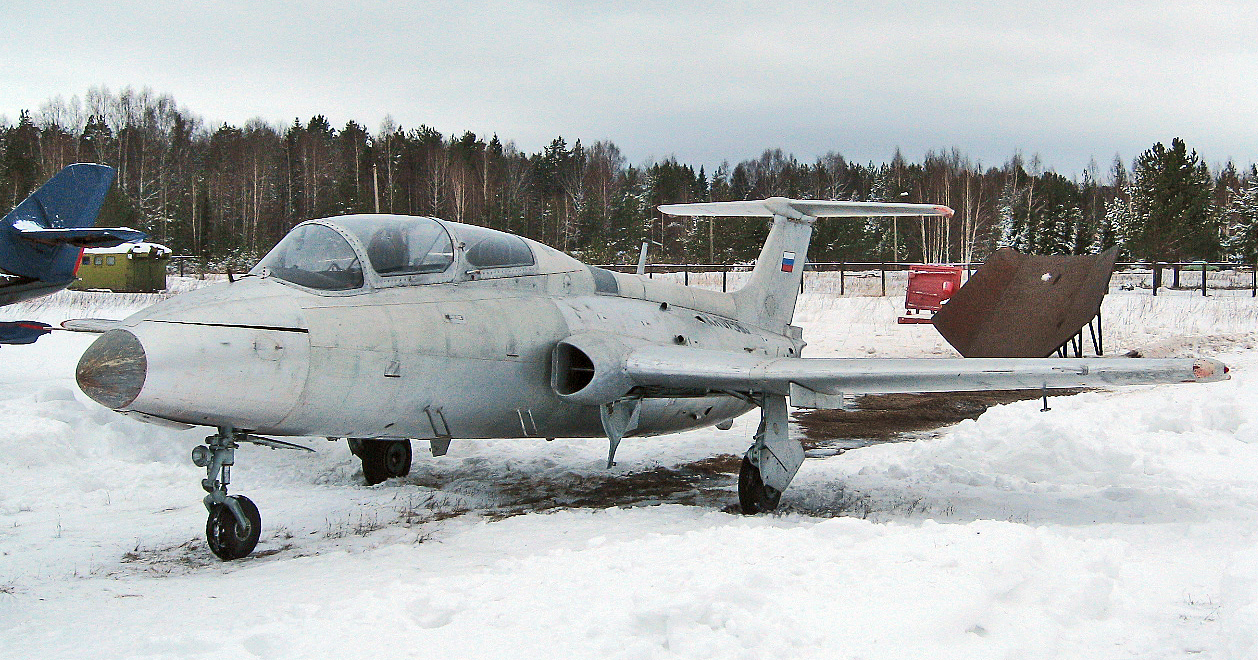
Самолёт Л-29 на стоянке (зима 2009)
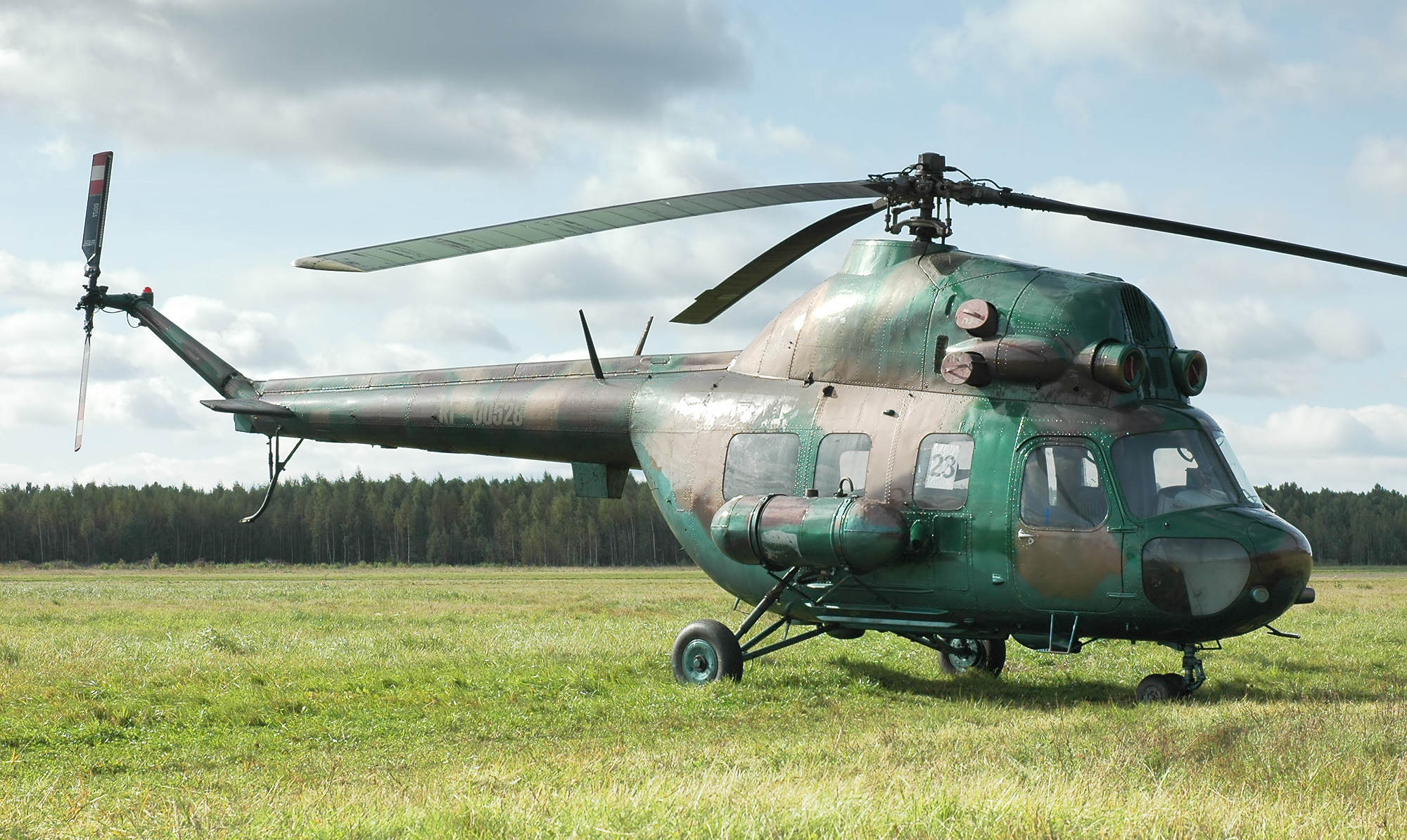
Вертолёт Ми-2 на стоянке (лето 2007)

## Персоналии
- Нажмудинов, Касум Гусейнович, Заслуженный тренер СССР, мастер спорта, Заслуженный работник физической культуры Российской Федерации, Заслуженный работник культуры Дагестана
- Светлана Капанина, многократная абсолютная чемпионка мира по высшему пилотажу.

## Авиационные происшествия (катастрофы)
| Дата       | Тип ВС   | Колич. погибших | Комментарий                           | Источник       |
| ---------- | -------- | --------------- | ------------------------------------- | -------------- |
| 1.03.2003  | Л-410УВП | 11              | Сваливание при выброске парашютистов  | airdisaster.ru |
| 15.06.2003 | Ми-2     | 1               | Падение в воду                        | newsru.com     |
| 23.03.2006 | Як-18Т   | 1               | При заходе на посадку                 | newsru.com     |
| 10.06.2006 | Як-52    | 1               | Потеря высоты при выполнении пилотажа | newsru.com     |